# 森本正夫
森本 正夫（もりもと まさお、1931年10月3日 - 2021年6月1日）は、日本の経済学者（専門は開発政策・農業経済学）・教育者。学校法人北海学園元理事長。名誉法学博士（レスブリッジ大学）。名誉経営学博士（大田大学校）。北海商科大学元学長、日本私立大学協会副会長。

## 人物・エピソード
- 学部では池田善長ゼミナールに所属し、大学院では高倉新一郎に師事した。
- 北海学園の理事長になるまでは、研究論文が主流だったが、理事長就任以降は教育論や大学経営論の論文に力点を置いている。なお、大学同期の卒業生にナシオ会長・名塩良一郎や元北海道議会議員・高木繁光がいる。山内亮史とは同じ高校を卒業したということもあり、また、同じく学校経営者という共通点から旧知の間柄である。
- 柔道の有段者で、北海学園大学柔道部の顧問をしていたこともある。学園紛争の折、屈強で有段者だった事もあって学生との折衝役として理事長代理に選ばれたと懐述している[4]。
- ゼミ生に千葉英守（北海道議会議員、元札幌市議会議員）[5]など、大学院の教え子に平野研 (経済学者)、買買提力提甫（北海学園大学元教授）などがいる。
- 1997年にアルベルト・フジモリ大統領（当時）の来道に尽力し、北海学園大学国際会議場での講演を成功させる。またこれを契機に、北海道ペルー友好協会を学校法人内に設立して会長にも就任した[5]。
- 2021年6月1日、死去[6]。89歳没。死没日をもって正四位に叙される[7]。
- 2023年6月3日、北海学園大学豊平キャンパス教育会館1階（北洋銀行ATM撤去後、跡地）に、卒業生有志の寄付により銅像建立された[8][9][10]。

## 経歴
「経歴」節の出典は『北海学園大学経済論集 第39巻第3号』（北海学園大学経済学会、1992年2月）。

### 学歴
- 北海道生まれ
- 1951年 北海道札幌西高等学校卒業
- 1955年 北海学園大学経済学部卒業
- 1957年 北海道大学大学院農学研究科修士課程修了
- 1989年 カナダアルバータ州レスブリッジ大学より名誉法学博士が贈られる
- 2002年 韓国大田市大田大学校より名誉経営学博士が贈られる

### 主な職歴
- 1957年 北海学園大学開発研究所研究補助員
- 1958年 同経済学部助手（北海学園大学開発研究所研究補助員兼任）
- 1961年 同経済学部講師
- 1965年 同経済学部助教授
- 1969年 学校法人北海学園評議員
- 1970年 北海学園大学経済学部教授・同大学院経済学研究科教授、学校法人北海学園専務理事
- 1974年 学校法人北海学園理事長代理
- 1976年 学校法人北海学園理事長
- 1988年 日本私立大学協会副会長
- 1990年 北海学園北見短期大学学長（～2004年）
- 1991年 北海学園北見大学学長（～2006年）
- 1994年 北海学園北見大学開発政策研究所所長
- 2002年 北海学園大学名誉教授。北海学園大学大学院経済学研究科非常勤講師（～2004年）
- 2006年 北海商科大学学長、北海商科大学開発政策研究所所長

#### 主な兼職
- 1979年 豊平会（北海学園大学同窓会）会長
- 1988年 日本私立大学協会副会長、日本私立大学協会北海道支部長
- 1991年 社団法人北太平洋地域研究センター理事（～2010年）
- 1998年 北海道ペルー友好協会会長
- 1999年 在札幌モンゴル国名誉領事
- 2010年 公益社団法人北海道国際交流・協力総合センター理事

## 受賞・栄典
- 1988年（昭和63年）地方教育行政功労者表彰
- 1994年（平成6年）北海道社会貢献賞
- 1995年（平成7年）藍綬褒章
- 2001年（平成13年）札幌市市政功労者表彰
- 2004年（平成16年）11月 旭日重光章
- 2005年（平成17年）11月 北海道功労賞（長年にわたって北海道の各分野で活躍する人材を育成し、北海道の教育界の水準向上にも貢献したことから、脚本家・倉本聰とともに受賞）

## 主著
- 『現代日本経済論－地域主義の視覚』 （編著, 新評論, 1980年）
- 『ナイフ持たせぬ教育論』（共著、毎日新聞社, 1998年）
- 『持続可能な観光と地域発展へのアプローチ』（監修, 泉文堂, 1999年）
- 『日本における私学経営と私学教育の意義』 （紀伊國屋書店, 2004年）
- 『私の教育人生－北海学園と共に歩んだ五十年』 （紀伊國屋書店, 2004年）